# 維吾爾區
維吾爾區是哈薩克斯坦的一個區，位於該國東南部，由阿拉木圖州負責管轄，首府位于春贾，始建於1934年，面積8,787平方公里，2013年該區人口62,316。哈萨克人40.6 %  维吾尔人 57% 